# Стационарность
Стационарность — в теории вероятностей — свойство случайного процесса не менять свои статистические характеристики со временем. Имеет смысл в нескольких разделах науки. Понятие «стационарный случайный процесс» было введено Е. Е. Слуцким и А. Я. Хинчиным в конце 1920-х — начале 1930-х годов, которые получили первые результаты в теории стационарных случайных процессов.

## Теория вероятностей
В теории вероятностей случайный процесс {\displaystyle \xi (t)} называется стационарным или «стационарным в узком смысле», если плотность вероятности произвольного {\displaystyle n}-го порядка не меняется (инвариантна) относительно сдвига по времени:
{\displaystyle f_{n}(x_{1},t_{1};x_{2},t_{2};...;x_{n},t_{n})=f_{n}(x_{1},t_{1}+\tau ;x_{2},t_{2}+\tau ;...;x_{n},t_{n}+\tau ).}
Отсюда следует, что одномерная плотность вероятности стационарного процесса не зависит от времени:
{\displaystyle f(x,t_{1})=f(x,t_{1}+\tau )=f(x)},
где {\displaystyle f(x,t_{1})} — плотность вероятности в момент времени {\displaystyle t_{1}},
а двумерная плотность вероятности стационарного процесса зависит только от разности времён {\displaystyle \tau =t_{2}-t_{1}}:
{\displaystyle f_{2}(x_{1},t_{1};x_{2},t_{2})=f_{2}(x_{1},t_{1}+\tau ;x_{2},t_{2}+\tau )=f_{2}(x_{1},x_{2},\tau )},
где {\displaystyle f_{2}(x_{1},x_{2},\tau )} — плотность вероятности в моменты времени {\displaystyle t_{1}} и {\displaystyle t_{2}}, зависящая только от разности этих моментов времени.
Случайный процесс называется «стационарным в широком смысле», если верны следующие свойства:
1. Математическое ожидание и дисперсия постоянны и не зависят от времени,
2. Корреляционная функция зависит только от разности аргументов {\displaystyle B(t_{1},t_{2})=B(t_{2}-t_{1})=B(\tau )}.

Из стационарности в узком смысле следует стационарность в широком смысле. Обратное верно для нормальных процессов.
На практике часто используют предположение о стационарности в широком смысле.
В общем случае радиотехнические процессы являются нестационарными, однако в большинстве практических применений их рассматривают как стационарные или проводят к стационарным.

## В технике
Примером стационарного процесса является установившийся режим, когда после включения системы в ней возникает переходной процесс, который со временем затухает, и система переход в установившийся или стационарный режим.
Установившемся или стационарным называют такой режим измерений, при котором характеристики выходного сигнала измерительного устройства не зависят от точки отсчёта времени.
Есть также термин — квазистационарный процесс, то есть процесс, скорость распространения которого в ограниченной системе столь велика, что за время распространения процесса в пределах всей системы её состояние не успевает заметно измениться, и изменение состояния всех частей системы происходит по одному и тому же временному закону практически без запаздывания.